# Konstantin Kerschbaumer
Konstantin Kerschbaumer (Tulln an der Donau, Austria, 1 de julio de 1992) es un futbolista austríaco que juega como centrocampista en el Wolfsberger AC de la Bundesliga austríaca.

## Trayectoria

### SK Rapid Viena
Centrocampista central, comenzó su carrera en Austria con los clubes locales FC Tulln y AKA St. Pölten, progresando hasta ayudar a este último club a conseguir el título de la Jugendliga sub-19 en 2008-09. En 2009 fichó por el SK Rapid Viena, con el que disputó 20 partidos y marcó cinco goles con el equipo sub-19 y pasó a los suplentes, marcando dos goles en cuatro partidos de la Regionalliga Ost de finales de temporada. Fue titular del equipo de reserva durante la temporada 2010-11, en la que disputó 29 partidos y marcó cuatro goles. Pasó las temporadas 2011-12 y 2012-13 fuera de casa en calidad de cedido y abandonó el Allianz Stadion durante la temporada baja de 2013, tras no haber conseguido aparecer en el primer equipo.

#### First Vienna F. C. (préstamo)
Se incorporó al First Vienna F. C. en calidad de cedido durante la temporada 2011-12. Disputó 33 partidos y marcó cinco goles.

### SKN St. Pölten (préstamo y transferencia permanente)
El 10 de julio de 2012 se incorporó al SKN St. Pölten en calidad de cedido por una temporada. Disputó 34 partidos y marcó seis goles durante la temporada 2012-13 y se unió al club con un contrato permanente después de la campaña. Mejoró su cuenta a siete goles en una exitosa temporada 2013-14 para el club, en la que terminaron cuartos en la liga para clasificarse para la UEFA Europa League y jugó en todos los partidos de la carrera del St. Pölten a la final de la Copa de Austria, que terminó con una derrota por 4-2 ante el Red Bull Salzburgo.
Debutó en la UEFA Europa League en julio de 2014, jugando en los cuatro partidos de la segunda y tercera ronda de clasificación, en los que el sueño europeo del St. Pölten terminó tras una derrota global por 4-2 ante el PSV Eindhoven. Disputó 27 partidos y marcó tres goles durante la primera mitad de la temporada 2014-15, antes de abandonar el club en enero de 2015. Disputó 100 partidos y marcó 16 goles durante sus dos años y medio en el NV Arena.

### FC Admira Wacker Mödling
Fichado por el FC Admira Wacker Mödling de la Bundesliga el 20 de enero de 2015 con un contrato de dos años y medio. Disputó 16 partidos y marcó un gol durante la segunda mitad de la temporada 2014-15, ayudando al club a terminar por encima del puesto de descenso. Dejó el club a finales de junio.

### Brentford F. C.
El 1 de julio de 2015 se trasladó a Inglaterra para fichar por el Brentford F. C. con un contrato de cuatro años por una cantidad no revelada y se convirtió en el primer austríaco en firmar por el club de Griffin Park. Comenzó su carrera en las Abejas como titular a las órdenes de Marinus Dijkhuizen, antes de ser relegado al banquillo por el sustituto de Dijkhuizen Lee Carsley a principios de octubre. A pesar de utilizarlo regularmente como suplente, Carsley admitió a principios de noviembre que Kerschbaumer "necesita mucho entrenamiento. Corre todo lo que puede por todas partes sin ser eficaz". Alternó la titularidad con el banquillo hasta el final de la temporada 2015-16, en la que disputó 31 partidos. Las 6 asistencias que brindó fueron las segundas más altas del club después de Alan Judge.
Hizo dos apariciones a principios de la temporada 2016-17 antes de caer en desgracia con el entrenador Dean Smith y abandonar la plantilla a mediados de septiembre de 2016. El 5 de febrero de 2017, mientras hacía apenas su séptima aparición de la temporada, finalmente marcó su primer gol con el club en un empate 3-3 con el Brighton & Hove Albion F. C. La lesión de Josh McEachran llevó al entrenador Smith a incluirlo en la alineación titular por primera vez desde la jornada inaugural de la temporada para un partido contra el Rotherham United F. C. el 25 de febrero. Fue titular en la mayoría de los partidos restantes de la temporada y terminó la campaña con 21 apariciones y un gol.
A finales de junio de 2017, acordó una opción de prórroga de un año de su contrato y se marchó cedido para toda la temporada 2017-18. Dejó el Brentford el 1 de junio de 2018 y disputó 52 partidos y marcó un gol durante dos temporadas como jugador del primer equipo en Griffin Park.

#### Arminia Bielefeld (préstamo)
El 28 de junio de 2017 se incorporó al Arminia Bielefeld en calidad de cedido por una temporada. Disputó 32 partidos y marcó ocho goles durante la temporada 2017-18, en la que los azules se quedaron fuera por poco de la plaza de playoff de ascenso.

### FC Ingolstadt 04
El 1 de junio de 2018 se unió al FC Ingolstadt 04 con un contrato de tres años por una tarifa no revelada (según se informa, 900,000 libras), y el traspaso se hizo efectivo el 1 de julio de 2018. Disputó 29 partidos y marcó cuatro goles en una temporada 2018-19 desastrosa, que culminó con el descenso a la 3. Liga. Se marchó del club en septiembre de 2019.

### 1. FC Heidenheim 1846
El 2 de septiembre de 2019 volvió a subir para firmar un contrato de tres años con el 1. FC Heidenheim 1846, por una cantidad no revelada. Disputó 26 partidos y marcó tres goles en una temporada 2019-20 que terminó con la derrota en el play-off de ascenso a la Bundesliga. Tras una temporada 2020-21 de media tabla en la que disputó 19 partidos y marcó un gol, un desgarro de fibra muscular interrumpió los sus primeros meses de la temporada 2021-22. Tras su regreso, sólo disputó cinco partidos y al final de la temporada, se anunció que sería liberado cuando su contrato expirara en junio de 2022. Terminó su etapa de tres temporadas en el Voith-Arena con 50 partidos y 4 goles.

### Wolfsberger AC
El 23 de mayo de 2022 firmó un contrato de tres años con el Wolfsberger AC en régimen de libre traspaso.

## Selección nacional
Ganó 20 partidos y marcó dos goles con Austria desde la categoría sub-16 hasta la sub-19 entre 2007 y 2010. Formó parte de la selección sub-17 que ganó la Copa Toto sub-17 de 2008.

## Estilo de juego
Fue descrito por Marinus Dijkhuizen como un centrocampista "de área a área". En junio de 2017, el portero del Brentford Daniel Bentley declaró que Kerschbaumer era el mejor rematador del club.

## Vida personal
Su padre Toni es entrenador de jóvenes en el FC Tulln.

## Estadísticas

### Clubes
Actualizado al último partido disputado el 29 de julio de 2023.
| Club                               | Div.          | Temporada     | Liga  | Liga  | Copas nacionales | Copas nacionales | Copas internacionales | Copas internacionales | Total | Total |
| Club                               | Div.          | Temporada     | Part. | Goles | Part.            | Goles            | Part.                 | Goles                 | Part. | Goles |
| ---------------------------------- | ------------- | ------------- | ----- | ----- | ---------------- | ---------------- | --------------------- | --------------------- | ----- | ----- |
| SK Rapid Viena II · Austria        | 3.ª           | 2009-10       | 4     | 2     | 0                | 0                | ―                     | ―                     | 4     | 2     |
| SK Rapid Viena II · Austria        | 3.ª           | 2010-11       | 28    | 5     | 1                | 0                | ―                     | ―                     | 29    | 5     |
| SK Rapid Viena II · Austria        | Total club    | Total club    | 32    | 7     | 1                | 0                | 0                     | 0                     | 33    | 7     |
| First Vienna F. C. · Austria       | 2.ª           | 2011-12       | 32    | 5     | 1                | 0                | ―                     | ―                     | 33    | 0     |
| First Vienna F. C. · Austria       | Total club    | Total club    | 32    | 5     | 1                | 0                | 0                     | 0                     | 33    | 5     |
| SKN St. Pölten · Austria           | 2.ª           | 2012-13       | 33    | 6     | 1                | 0                | ―                     | ―                     | 34    | 6     |
| SKN St. Pölten · Austria           | 2.ª           | 2013-14       | 33    | 7     | 6                | 0                | ―                     | ―                     | 39    | 7     |
| SKN St. Pölten · Austria           | 2.ª           | 2014-15       | 20    | 2     | 3                | 0                | 4                     | 1                     | 27    | 3     |
| SKN St. Pölten · Austria           | Total club    | Total club    | 86    | 15    | 10               | 0                | 4                     | 1                     | 100   | 16    |
| FC Admira Wacker Mödling · Austria | 1.ª           | 2014-15       | 16    | 1     | 0                | 0                | ―                     | ―                     | 16    | 1     |
| FC Admira Wacker Mödling · Austria | Total club    | Total club    | 16    | 1     | 0                | 0                | 0                     | 0                     | 16    | 1     |
| Brentford F. C. Inglaterra         | 2.ª           | 2015-16       | 30    | 0     | 1                | 0                | ―                     | ―                     | 31    | 0     |
| Brentford F. C. Inglaterra         | 2.ª           | 2016-17       | 20    | 1     | 1                | 0                | ―                     | ―                     | 21    | 1     |
| Brentford F. C. Inglaterra         | Total club    | Total club    | 50    | 1     | 2                | 0                | 0                     | 0                     | 52    | 1     |
| Arminia Bielefeld · Alemania       | 2.ª           | 2017-18       | 31    | 8     | 1                | 0                | ―                     | ―                     | 32    | 8     |
| Arminia Bielefeld · Alemania       | Total club    | Total club    | 31    | 8     | 1                | 0                | 0                     | 0                     | 32    | 8     |
| FC Ingolstadt 04 · Alemania        | 2.ª           | 2018-19       | 30    | 4     | 1                | 0                | ―                     | ―                     | 31    | 4     |
| FC Ingolstadt 04 · Alemania        | Total club    | Total club    | 30    | 4     | 1                | 0                | 0                     | 0                     | 31    | 4     |
| 1. FC Heidenheim 1846 · Alemania   | 2.ª           | 2019-20       | 24    | 3     | 1                | 0                | ―                     | ―                     | 25    | 3     |
| 1. FC Heidenheim 1846 · Alemania   | 2.ª           | 2020-21       | 18    | 1     | 1                | 0                | ―                     | ―                     | 19    | 1     |
| 1. FC Heidenheim 1846 · Alemania   | 2.ª           | 2021-22       | 5     | 0     | 0                | 0                | ―                     | ―                     | 5     | 0     |
| 1. FC Heidenheim 1846 · Alemania   | Total club    | Total club    | 47    | 4     | 2                | 0                | 0                     | 0                     | 49    | 4     |
| Wolfsberger AC · Austria           | 1.ª           | 2022-23       | 28    | 2     | 2                | 1                | 4                     | 0                     | 34    | 3     |
| Wolfsberger AC · Austria           | 1.ª           | 2023-24       | 1     | 0     | 1                | 0                | ―                     | ―                     | 2     | 0     |
| Wolfsberger AC · Austria           | Total club    | Total club    | 29    | 2     | 3                | 1                | 4                     | 0                     | 36    | 3     |
| Total carrera                      | Total carrera | Total carrera | 353   | 47    | 21               | 1                | 8                     | 1                     | 382   | 49    |